# Погост (Зачачьевское сельское поселение, Ратонаволок)
Погост — деревня в Холмогорском районе Архангельской области.

## География
Находится в центральной части Архангельской области на расстоянии приблизительно 2 км на запад-юго-запад по прямой от села Емецк на правом берегу реки Ваймуга.

## История
Деревня входит в группу деревень Ратонаволок. Известна с 1691 года, когда здесь была построена первая Никольская церковь. В конце XIX века здесь уже было три церкви, причем одна каменная (Никольская). До 2015 года входила в Зачачьевское сельское поселение, с 2015 по 2022 в Емецкое сельское поселение до его упразднения.

## Население
Численность населения: 12 человек в 2010 году.

## Достопримечательности
Храмовый комплекс Ратонаволоцкого погоста.